# Composto chimico

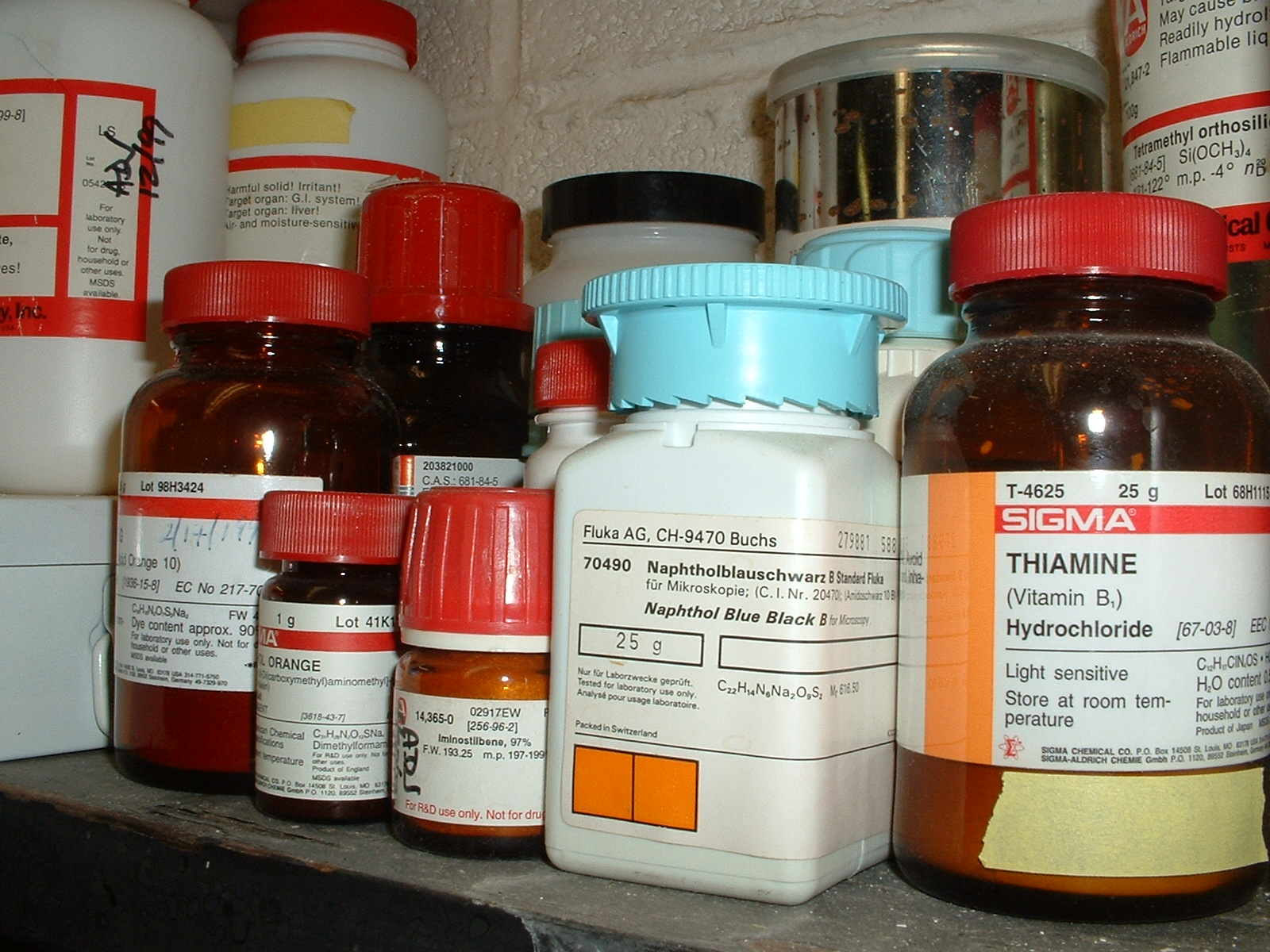
Flaconi contenenti vari composti chimici in un laboratorio chimico

Un composto chimico, in chimica, indica ogni sostanza pura che può essere decomposta con gli ordinari mezzi chimici in altre sostanze pure più semplici. Generalmente si parla di "composto" se tale sostanza è sufficientemente stabile da poter essere isolata o studiata, anche se non raramente si parla di "composto instabile" riferendosi a composti dalla vita estremamente corta, come può essere per un intermedio di reazione.
In particolare, si parla di composto stechiometrico se gli atomi di tali elementi sono presenti nel composto in un rapporto fisso, altrimenti si parla di composto non stechiometrico; tale rapporto, fisso o no, determina la composizione del composto stesso.

## Storia
I concetti di "elemento chimico" e "composto chimico" furono illustrati da Robert Boyle nel 1661 nel suo libro Il chimico scettico. La definizione attuale di "composto stechiometrico" si deve a Joseph Proust, che nel 1799 propose la Legge delle proporzioni definite. John Dalton (1766-1844) riprese poi i risultati di Proust nei suoi studi e nel suo trattato A New System of Chemical Philosophy (1808) introdusse un metodo per rappresentare le formule chimiche dei composti a partire dagli elementi che li compongono.

## Descrizione

### Proprietà
In generale, il rapporto fisso di un composto stechiometrico deve essere determinato da proprietà chimiche o fisiche, piuttosto che da arbitrarie selezioni e scelte umane. Per esempio l'acqua è un composto chimico stabile formato da idrogeno e ossigeno in rapporto atomico di due a uno, mentre sostanze come l'ottone e la cioccolata sono miscugli e non composti chimici.
La proprietà fondamentale del composto chimico è la sua formula chimica. La formula descrive il rapporto del numero di atomi nell'unità minima della sostanza (la molecola). Per esempio, nella formula H2O (acqua) ci sono due atomi di idrogeno per ogni atomo di ossigeno. Fra le diverse fasi possibili della materia, un composto chimico deve possederne almeno una in cui sia possibile l'identificazione della struttura chimica. Tutti i composti chimici si disgregano in composti chimici più semplici o in singoli atomi se vengono riscaldati a una temperatura sufficientemente alta. Questa viene chiamata temperatura di decomposizione.

### Gradi di purezza
I composti chimici impiegati in laboratorio sono classificati anche secondo la loro purezza. Vengono scelti per determinati impieghi valutandoli per la loro purezza.
Le sigle tra parentesi appartengono al catalogo Carlo Erba.
- Tecnico (G. Reagente) (RE, Reagente Erba)

Sono i meno puri. Sono adatti per impieghi in cui non sia necessaria una grande precisione, ad esempio per pulire la vetreria. Hanno un costo basso.
- Puro (Analitico) (RPE, Reagente Puro Erba)

Sono i composti chimici utilizzati per le analisi chimiche. Hanno una purezza mediamente alta e sono il tipo di reagenti più utilizzati per gli impieghi più comuni. Hanno un costo medio-basso.
- Reagente speciale (ad esempio: per spettroscopia, per HPLC, ecc.)

A seconda degli scopi, possono avere un’altissima purezza oppure essere privi di un particolare contaminante. Hanno un costo discretamente alto.

### Classificazione
Una prima classificazione dei composti chimici può avvenire tra i composti organici (che includono la maggior parte dei composti la cui molecola contiene atomi di carbonio) e i composti inorganici.
Un'altra classificazione, più dettagliata, tiene conto delle particolari proprietà chimiche del composto, che generalmente sono associate alla presenza nella molecola del composto in esame di un certo gruppo di atomi, detto "gruppo funzionale". A tale proposito, alcune delle classi più importanti di composti sono le seguenti:
- Acidi
  - Solfuri
- Basi
- Ossidi
  - Idrossidi
  - Perossidi
- Sali
- Acetati
  - Carbonati
  - Citrati
  - Clorati
    - Perclorati

  - Cloruri
  - Ioduri
  - Nitrati
  - Solfati
  - Solfiti

Inoltre, a seconda dei tipi di legami chimici presenti nelle loro molecole, i composti possono essere suddivisi in:
- composti con molecole contenenti legami covalenti
- composti ionici costituiti da ioni interagenti attraverso legami ionici
- composti intermetallici costituiti da atomi tra cui intervengono legami metallici
- complessi costituiti da molecole contenenti legami di coordinazione.

## Normativa
Ogni composto chimico che sia stato individuato e descritto nella letteratura scientifica, ha un suo numero di identificazione univoco detto numero CAS, mentre per l'Unione europea nel momento in cui un composto viene immesso sul mercato deve possedere un identificativo detto numero EINECS.